# Tibouchina longisepala
Tibouchina longisepala är en tvåhjärtbladig växtart som beskrevs av Célestin Alfred Cogniaux. Tibouchina longisepala ingår i släktet Tibouchina och familjen Melastomataceae. Inga underarter finns listade i Catalogue of Life.